# Савари, Ален
Ален Савари (фр. Alain Savary; 25 апреля 1918, Алжир — 17 февраля 1988, Париж) — государственный и политический деятель Франции.

## Биография

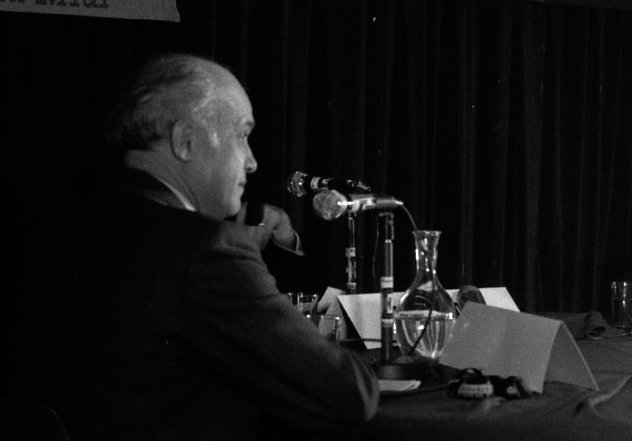
1973

В период Второй мировой войны с 1940 года состоял во французском движении Сопротивления. Организовал ополчение на территории Сен-Пьер и Микелона, где был губернатором с 1941 по 1943 годы. Состоял во Французской секции Рабочего интернационала (СФИО) в 1951—1958 годах. В 1956 году назначен государственным секретарём по иностранным делам в правительстве Ги Молле, в ходе войны за независимость Алжира (в 1954—1962 годы) подал в отставку из-за несогласия с репрессивной политикой Молле, включая продолжение колониальной войны и арест Ахмеда Бен Беллы. Покинул СФИО в 1958 году из-за поддержки партией возвращения Шарля де Голля и новой конституции , устанавливающей президентский режим Пятой республики.
Вместе с бывшим премьер-министром Пьером Мендес-Франсом, ранее возглавлявшим левое крыло Радикальной партии, стал соучредителем «Автономной социалистической партии», на базе которой в 1960 году была создана Объединённая социалистическая партия. Однако в 1967 году он покинул её и основал Союз клубов за обновление левых сил, который присоединился к Федерации демократических и социалистических левых сил (FGDS), поддержавшей левого кандидата Франсуа Миттерана на президентских выборах 1965 года. Затем вернулся в Соцпартию.
C 1969 по 1971 годы был первым по счёту лидером (первым секретарём) воссозданной Социалистической партии Франции; депутатом Национального Собрания Франции во времена Четвёртой (1951—1958 годы) и Пятой республик (1973—1981 годы). В 1973 году избран депутатом департамента Верхней Гаронны, покинув пост в 1981 году. В 1977 году безуспешно баллотировался на пост мэра Тулузы. Назначен министром национального образования Франции в правительстве Пьера Моруа (1981—1984 годы); проводил политику сокращения финансирования частных школ, чем вызвал протест на улицах Парижа в июне 1984 года и в результате чего ушёл в отставку.